# Dease Strait
Dease Strait ist eine Meerenge im Norden von Kanada. Sie befindet sich zwischen der zum amerikanischen Festland gehörenden Halbinsel Kent Peninsula und der nördlich gelegenen Victoria Island, welche zum kanadisch-arktischen Archipel gehört. Sie verbindet den Queen Maud Gulf im Osten mit dem Coronation Gulf im Westen. Die Meeresstraße ist etwa 170 km lang. An ihrem östlichen Ende beträgt ihre Breite lediglich 18 km. Dort befindet sich auf Victoria Island die Siedlung Cambridge Bay.
Namensgeber der Dease Strait ist der kanadische Pelzhändler und Polarforscher Peter Warren Dease (1788–1863), der sie zusammen mit dem Schotten Thomas Simpson als Erster befuhr.